# Kathedrale St. Michael (Veszprém)

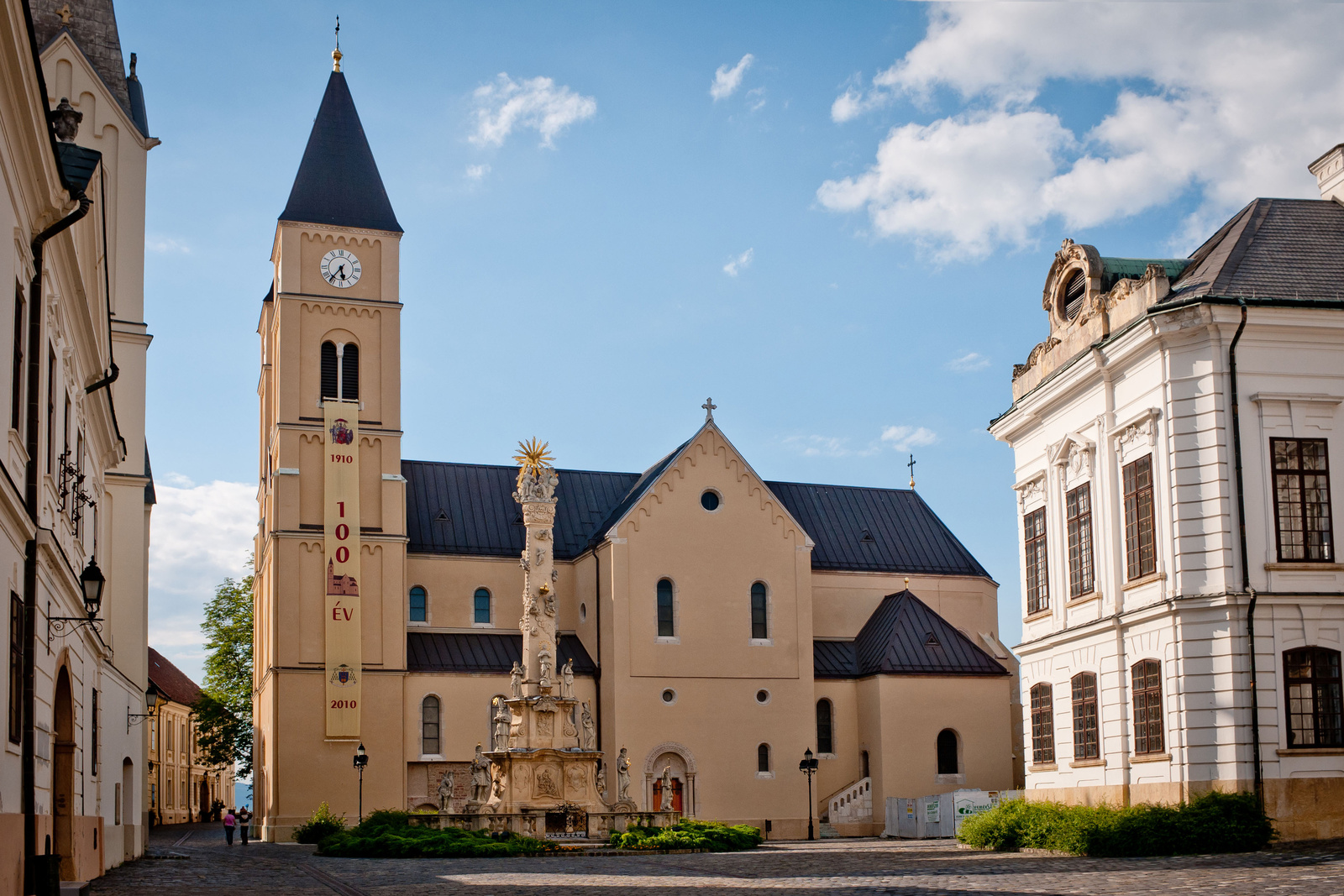
Kathedrale St. Michael

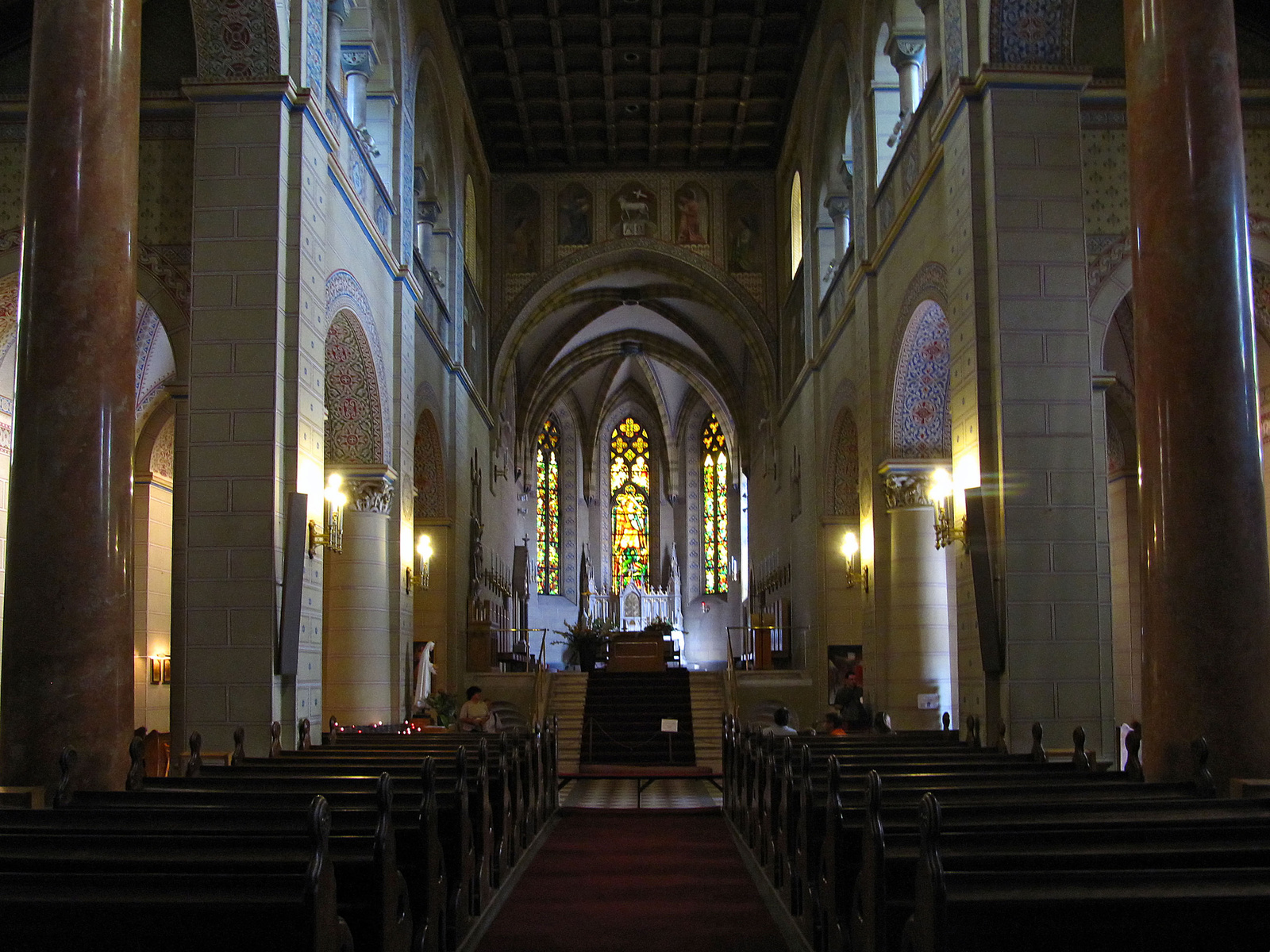
Innenansicht

Die Kathedrale St. Michael in der ungarischen Stadt Veszprém ist die Bischofskirche des römisch-katholischen Erzbistums Veszprém.

## Geschichte und Architektur
An der Stelle der heutigen Kirche befand sich bereits 1001 eine Michaelskirche, die in den Urkunden der Territorialabtei Pannonhalma erwähnt ist. Die Kathedrale wurde durch mehrere Brände zerstört, jedoch immer wieder aufgebaut. Im 18. Jahrhundert wurde die Kirche, die durch Romanik und Gotik geprägt ist, grundlegend restauriert. Die in dieser Zeit angefügten barocken Elemente wurden bei der Restaurierung 1907 bis 1910 wieder entfernt. Seitdem zeigt die dreischiffige, kreuzförmige Basilika im Chor gotisches, im Lang- und Querhaus überwiegend neuromanisches Gepräge. Auch die westlichen Zwillingstürme wurden um einige Meter erhöht und wieder in den Stil der Romanik versetzt. Zahlreiche Bildfenster mit Heiligendarstellungen zieren den Bau. Das Mittelschiff wird durch eine flache hölzerne Kassettendecke abgeschlossen.
Im 18. und 19. Jahrhundert war der Dom ein bedeutendes Zentrum der Musik Transdanubiens. Werke berühmter europäischer Komponisten wie Wolfgang Amadeus Mozart, Joseph Haydn und Ludwig van Beethoven wurden bereits kurz nach den Erstaufführungen hier gespielt.
1981 wurde die Kathedrale von Papst Johannes Paul II. in den Rang einer Basilica minor erhoben. 1993 wurde sie Metropolitankathedrale. 1996 erhielt sie aus dem Kloster Niedernburg Reliquien der Königin Gisela (ung. Gizella), die als Stifterin der Kirche gilt.